# Alexandre Potressov
Alexandre Nikolaïevitch Potressov (en russe : Александр Николаевич Потресов), surnommé « Starover », né le 1er septembre 1869 (13 septembre dans le calendrier grégorien) à Moscou et mort le 11 juillet 1934 à Paris, est un révolutionnaire russe et un dirigeant menchevik. Il est considéré comme l'un des fondateurs de la social-démocratie russe, aux côtés de Gueorgui Plekhanov, Pavel Axelrod et Véra Zassoulitch.
En 1900, il fonde le journal marxiste Iskra en compagnie de Lénine et de Julius Martov. Pendant et après la guerre civile russe, il critique ses collègues mencheviques qui refusent de prendre part à une résistance active aux bolcheviks, sous prétexte que cela irait dans le sens d'un retour au pouvoir des éléments réactionnaires.
Il est inhumé au columbarium du cimetière du Père-Lachaise (case 6562).